# Parque nacional Semenic-Cheile Caraș
El Parque nacional Semenic-Cheile Caraşului (en rumano: Parcul Naţional Semenic-Cheile Caraşului) es un área protegida (parque nacional de la categoría II de la UICN), situado en el suroeste de Rumanía, en el condado de Caraş-Severin.
El parque natural está situado en las montañas de Anina y Semenic (grupos de montañas incluidos a su vez en las montañas de Banat), en la parte suroeste del país, en medio del condado de Caraş-Severin.
Semenic-Cheile Caraşului posee una superficie de 35 664,80 hectáreas, fue declarado área protegida por la Ley Número 5 del 6 de marzo de 2000 (publicado en libro oficial de Rumanía Número 152 del 12 de abril de 2000).